# Singh
Singh (IPA: /ˈsɪŋ/ SING) is een titel, middennaam of achternaam die "leeuw" betekent in verschillende Zuid-Aziatische en Zuidoost-Aziatische gemeenschappen. Oorspronkelijk gebruikt door de Hindu Kshatriya-gemeenschap, werd het in de late 17e eeuw verplicht gesteld door Goeroe Gobind Singh (geboren als Gobind Das) voor alle mannelijke Sikhs. Dit was bedoeld als een afwijzing van kastendiscriminatie en om de naamgevingstradities van de Rajputs na te volgen. Tegenwoordig wordt Singh wereldwijd gebruikt als achternaam of middennaam door mensen van verschillende gemeenschappen en religies en wordt het gezien als een generieke, kastenloze decoratieve naam, vergelijkbaar met namen zoals Kumar en Lal.

## Etymologie en variaties
Het woord "Singh" is afgeleid van het Sanskrietwoord सिंह (IAST: siṃha), wat "leeuw" betekent. Het wordt vaak geassocieerd met "held" of "uitmuntend persoon".
Varianten van het woord in andere talen zijn:
- Tibetaans: སིང་ (uitgesproken als Sing).
- Tamil: சிங்க (Singham of Singhe), eveneens afgeleid van het Sanskriet.
- Birmees: သီဟ (thiha), afgeleid van de Pali-variant siha.
- Urdu: سِنگھ (uitgesproken als in het Hindi), met variaties zoals Simha en Sinha in Bihar.
- Indonesisch: Singa, wat ook "leeuw" betekent.

## Geschiedenis

### Oorsprong
Oorspronkelijk werd het Sanskrietwoord voor leeuw, verschillend getranslitereerd als Simha of Singh, gebruikt als titel door Kshatriya-krijgers in de noordelijke delen van India. De vroegst bekende voorbeelden van namen die eindigen op "Simha" zijn de namen van de twee zonen van Rudradaman I, die in de tweede eeuw na Christus over de Westelijke satrapieën regeerde. Jayasimha, de eerste heerser van de Chalukya-dynastie die de titel Simha droeg, regeerde rond 500 na Christus. De Vengi-tak van de Chalukya's bleef Simha als achternaam gebruiken tot de elfde eeuw. De Rajputs begonnen Singh te gebruiken in plaats van het klassieke epitheton "Varman". Onder de Rajputs raakte het gebruik van de naam Singh in zwang bij de Paramaras van Malwa in de 10e eeuw na Christus, bij de Guhilots en de Kachwahas van Narwar in de 12e eeuw na Christus en bij de Rathores van Marwar na de 17e eeuw.

### Religieuze betekenis van Singh in het Sikhisme
Tegen de 16e eeuw was "Singh" een populaire achternaam geworden onder de Rajputs. De introductie van "Singh" in 1699 markeerde een spirituele wedergeboorte van Sikhs. Tijdens de oprichting van de Khalsa door Guru Gobind Singh werd elke Sikh die het Amrit aannam, "Singh" genoemd om gelijkheid en moed te benadrukken. Het was een symbool van afwijzing van sociale ongelijkheden, zoals het kastenstelsel. Hoewel "Singh" al populair was bij de Rajputs, gaf Guru Gobind Singh het een nieuwe, diepere betekenis. Het werd niet langer alleen een naam voor aristocraten, maar een symbool van moed, toewijding en dienstbaarheid in het Sikhisme. Guru Gobind Singh gaf vrouwen de naam "Kaur," wat "prinses" betekent, om de gelijkheid van vrouwen te benadrukken en hen te bevrijden van beperkingen door achternamen. De naam "Singh" werd een belangrijke identiteit voor Sikhs, die hen aanspoorde om eerlijk, rechtvaardig en toegewijd te leven volgens de waarden van de Khalsa. 
De Khalsa is een spirituele en politieke entiteit die door Guru Gobind Singh werd opgericht. De Khalsa was bedoeld om de spirituele waarden en fysieke bescherming van Sikhs te combineren. De Khalsa was een antwoord op de onderdrukking door Mughal-heersers en symboliseerde een collectieve strijd tegen onrecht. Het ideaal van de Khalsa was een samenleving gebaseerd op gerechtigheid en gelijkheid. Er was collectieve soevereiniteit binnen de Khalsa, dit verwijst naar het concept dat de autoriteit en macht niet bij een individu, maar bij de gehele gemeenschap van de Khalsa ligt. Dit idee was revolutionair in de context van de feodale en monarchistische structuren van die tijd.

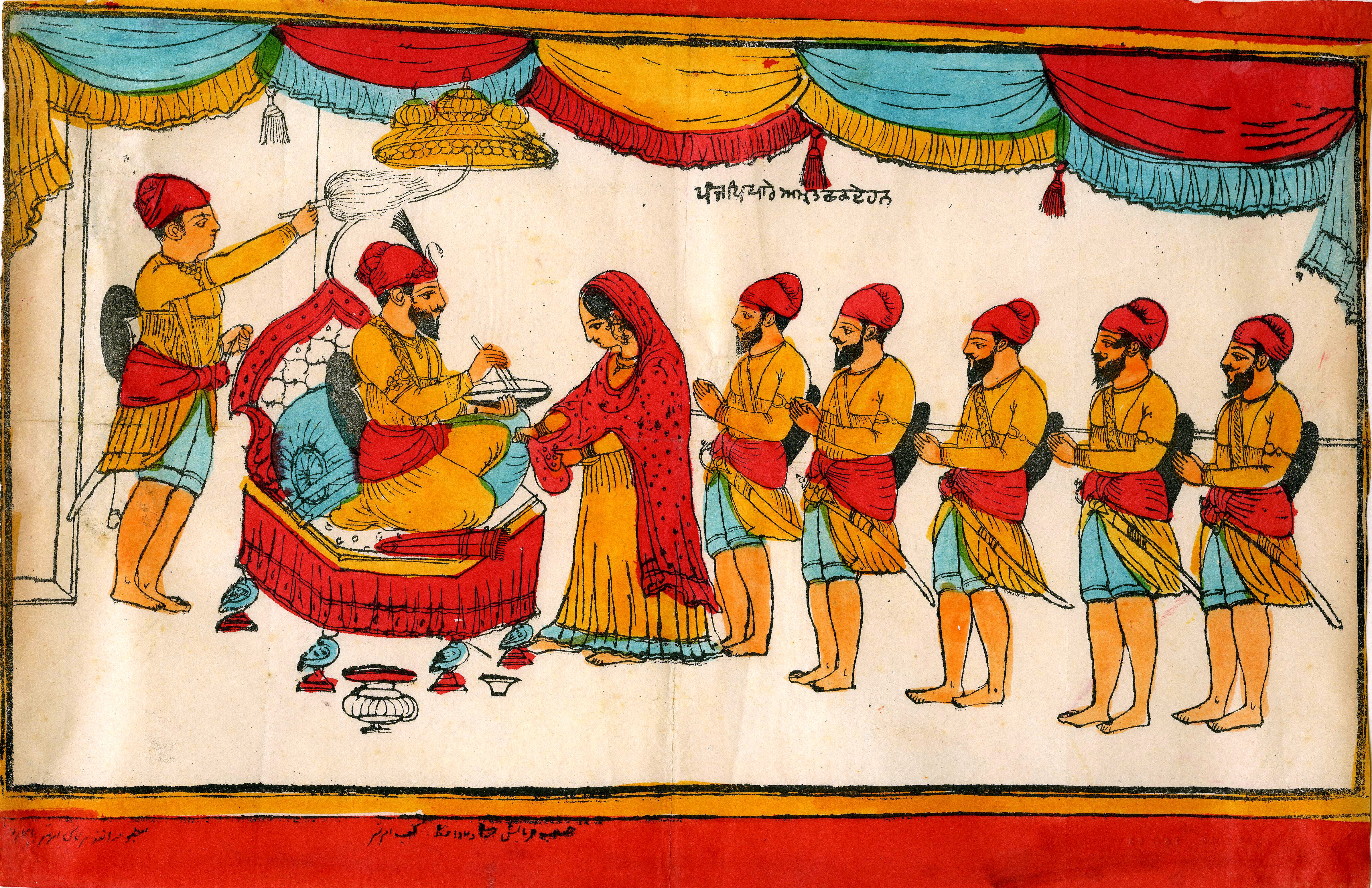
Oprichting van de Khalsa door Guru Gobind Singh in 1699

Guru Gobind Singh gaf aan dat geen enkele persoon na hem de rol van Goeroe zou overnemen. In plaats daarvan zou de spirituele autoriteit liggen bij de Goeroe Granth Sahib (de heilige Schrift) en de temporele autoriteit bij de Khalsa Panth (de gemeenschap van de Khalsa). De Khalsa bestond uit individuen die allemaal gelijk waren, ongeacht hun achtergrond. Dit idee van gelijkheid versterkte het concept van gedeelde verantwoordelijkheid en macht binnen de gemeenschap. Collectieve soevereiniteit legde een morele verplichting op aan elk lid van de Khalsa om te leven volgens de waarden van gerechtigheid, eerlijkheid en dienstbaarheid. De Khalsa was zowel een spirituele als een bestuurlijke entiteit, en haar leden waren verantwoordelijk voor het handhaven van deze idealen.

### De verspreiding van de titel 'Singh'
In de 18e eeuw begonnen verschillende groepen de titel "Singh" te gebruiken. Deze omvatten de Brahmanen, de Kayastha's en de Baniya's uit het gebied dat nu Uttar Pradesh en Bihar is. In de 19e eeuw namen zelfs de Bengalese rechtbankbodes uit lagere kasten de titel "Singh" aan. Bhumihars, die oorspronkelijk Brahmaanse achternamen gebruikten, begonnen ook Singh aan hun namen toe te voegen. In Bihar en Jharkhand werd de achternaam geassocieerd met macht en autoriteit en werd aangenomen door mensen van meerdere kasten, waaronder Brahmaanse zamindars. Onder verwijzing naar hun Kshatriya-status gebruiken tal van gemeenschappen 'Singh' als onderdeel van hun namen. Sommige Jains hebben de achternaam ook overgenomen, naast verschillende hindoeïstische kasten.
Veel moslims uit de Shin-gemeenschap gebruikten historisch de achternaam "Sing". De eerdere vorm van de naam, "Simha", werd vaak toegevoegd aan namen die in de Gilgit-manuscripten werden gevonden, een verzameling boeddhistische teksten en de oudste bewaard gebleven manuscripten in India, ontdekt in de Gilgit-regio van Kashmir.
Mensen uit verschillende andere kasten en gemeenschappen hebben Singh ook gebruikt als titel, middennaam of achternaam; deze omvatten niet-Sikh Punjabi's, Charans, Yadavs, Gurjars, Brahmanen, Maratha's, hindoeïstische Jats, Kushwahas, Rajpurohits, Kumawats, enz. Dalits en andere achtergestelde groepen hebben de naam ook overgenomen, waaronder de Bhils, Koeris, en Dusadhs. De naam wordt ook gevonden onder de Indiase diaspora.

## Gebruik
"Singh" wordt gebruikt als achternaam of als middennaam/titel. Traditioneel gebruikten Rajput-mannen Singh als achternaam en Rajput-vrouwen de naam "Kanwar", maar tegenwoordig gebruiken veel Rajput-vrouwen ook Singh in hun naam. Sikhs gebruiken soms "Khalsa" in plaats van hun kaste- of familienamen, om kastendiscriminatie verder tegen te gaan.
Nepal
In Nepal heeft de naam Singh een kastenloze status gekregen door brede adoptie in de samenleving. Bekende Nepalezen met 'Singh' in hun naam zijn onder anderen Amar Singh Thapa, Ranodip Singh en Pratap Singh Shah.
Buiten Zuid-Azië
Singh is ook een veelvoorkomende achternaam in de Indiase diaspora, bijvoorbeeld in landen als Guyana. Indiase immigranten in Brits Guyana adopteerden vaak achternamen met hoge kastestatus, zoals Sharma, Tiwari en Singh.
In Canada heeft het gebruik van Singh en Kaur als enige achternaam geleid tot juridische problemen bij immigratieprocedures. De Canadese Hoge Commissie in New Delhi stelde in een brief dat "de namen Kaur en Singh niet voldoen aan de eisen voor immigratie", waardoor immigranten nieuwe namen moesten aannemen. Na protesten van de Sikh-gemeenschap werd dit beleid ingetrokken en toegeschreven aan een "slecht geformuleerde" brief.

## Belangrijke personen met de naam Singh
De naam "Singh" wordt wereldwijd gedragen door invloedrijke personen uit verschillende gebieden, zoals politiek, literatuur, sport en religie. Hier onder volgt een selectie van belangrijke personen die niet alleen bekend zijn, maar ook blijvende bijdragen hebben geleverd.

#### 1.Guru Gobind Singh(1666–1708)
Guru Gobind Singh, de tiende Sikh-goeroe, introduceerde de naam "Singh" als verplicht onderdeel van de identiteit van mannelijke Sikhs tijdens de oprichting van de Khalsa in 1699. Hij was niet alleen een spirituele leider maar ook een militair strateeg, dichter en filosoof. Zijn leiderschap leidde tot de consolidatie van de Sikh-gemeenschap als een politieke macht.
2. Banda Singh Bahadur (1670–1716)
Banda Singh Bahadur was een generaal en revolutionair die door Guru Gobind Singh werd aangesteld om de onderdrukking door de Mughal-heersers te bestrijden. Hij leidde de eerste Sikh-opstand tegen de Mughals en vestigde Sikh-soevereiniteit in Punjab. Zijn grootste prestatie was de verovering van Sirhind in 1710, waarmee hij een rechtvaardig bestuur vestigde en land herverdeelde onder boeren.

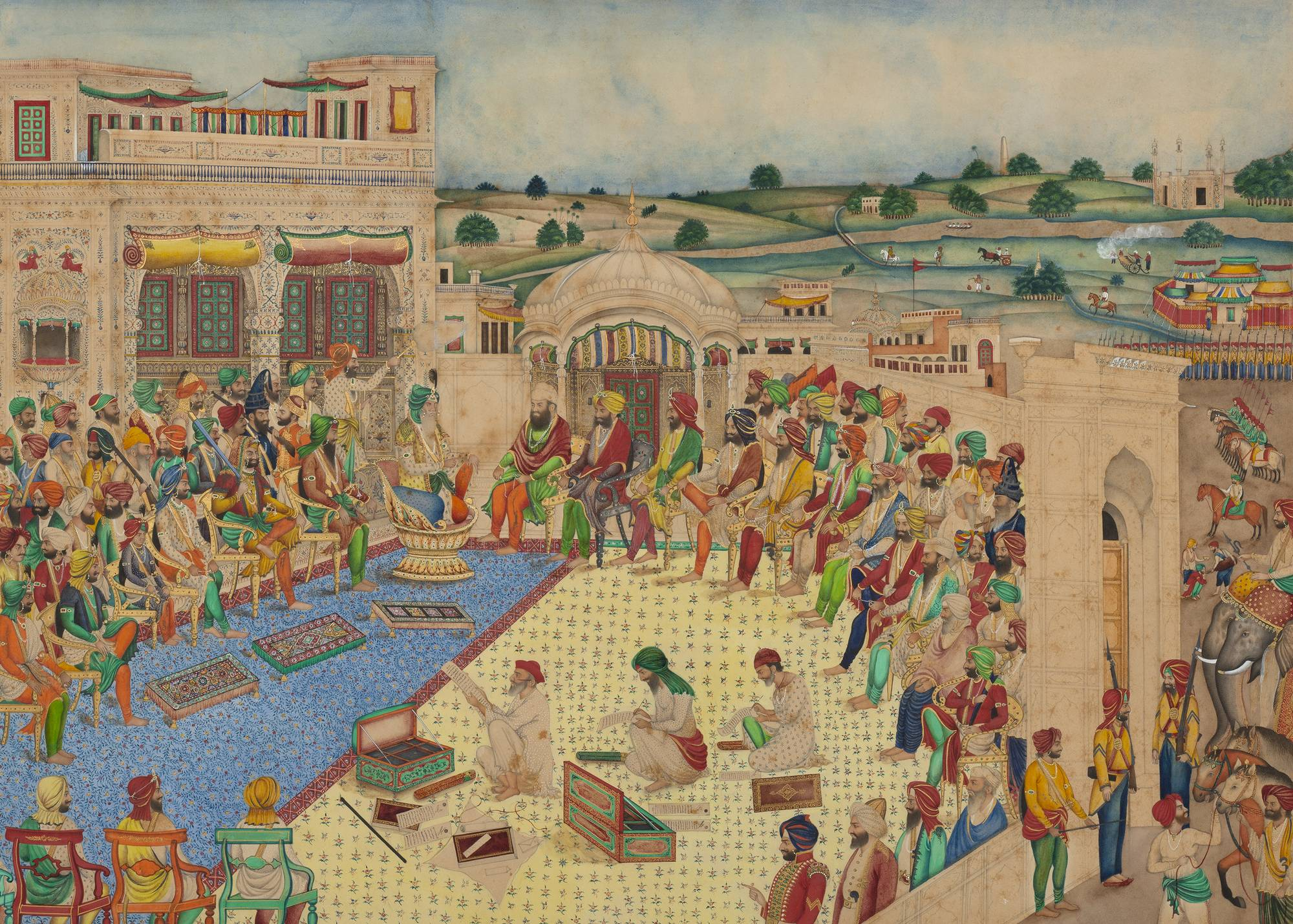
Het hof van Maharaja Ranjit Singh, geschilderd door Bishan Singh rond 1863–1864, laat zien hoe hij kunst, cultuur en diplomatie samenbracht om een sterk en divers rijk op te bouwen. Het schilderij is onderdeel van de Toor Collection en wordt besproken in In Pursuit of Empire: Treasures from the Toor Collection of Sikh Art door Davinder Toor.

3. Maharaja Ranjit Singh (1780–1839)
Maharaja Ranjit Singh, de "Leeuw van Punjab," bracht de regio samen in een tijd van chaos en zorgde voor vrede en voorspoed. Hij behandelde alle gemeenschappen gelijk en maakte het leger sterker door nieuwe ideeën uit Europa te gebruiken. Hij zorgde ook goed voor kunst, onderwijs en de Gouden Tempel. Zijn leiderschap bracht 40 jaar stabiliteit en groei in Punjab.
4. Milkha Singh (1929-2021)
Milkha Singh, bekend als de "Flying Sikh," was een legendarische Indiase atleet. Hij won goud op de Commonwealth Games in 1958 en inspireerde een generatie sporters in India. Daarnaast was hij de eerste Indiase atleet die de finale bereikte op de Olympische Spelen.
5. Manmohan Singh (1932 - 2024)
Manmohan Singh was de eerste Sikh-premier van India en diende twee termijnen (2004–2014). Hij wordt erkend voor zijn economische hervormingen in de jaren 1990, die leidden tot een periode van snelle groei en globalisering van de Indiase economie.
Rol van vrouwen
In het Sikhisme hebben vrouwen altijd een belangrijke rol gespeeld, net zo belangrijk als mannen. Ze hebben op veel manieren bijgedragen aan de groei en ontwikkeling van de gemeenschap. Hoewel de naam "Singh" meestal voor mannen is, gaf Guru Gobind Singh vrouwen de naam "Kaur." Dit was een belangrijke verandering, omdat het liet zien dat mannen en vrouwen gelijk zijn. Het gaf vrouwen ook een eigen identiteit, los van achternamen die hun kaste of familie lieten zien.